# 阿布西肯 (新澤西州)
阿布西肯（英語：Absecon）是一個位於美國新澤西州大西洋縣的城市。

## 人口
根據2020年美國人口普查的數據，阿布西肯的面積為18.69平方千米，當中陸地面積為14.33平方千米，而水域面積為4.36平方千米。當地共有人口9137人，而人口密度為每平方千米489人。